# Vápenka (Stárkov)
Vápenka (německy Wapenka) je malá vesnice, část města Stárkov v okrese Náchod. Nachází se v údolí potoka Dřevíče asi 2 km na severozápad od Stárkova. Prochází zde silnice II/301. V roce 2009 zde bylo evidováno 28 adres. V roce 2011 zde trvale žilo 15 obyvatel.
Vápenka leží v katastrálním území Stárkov o výměře 5,14 km².

## Další fotografie

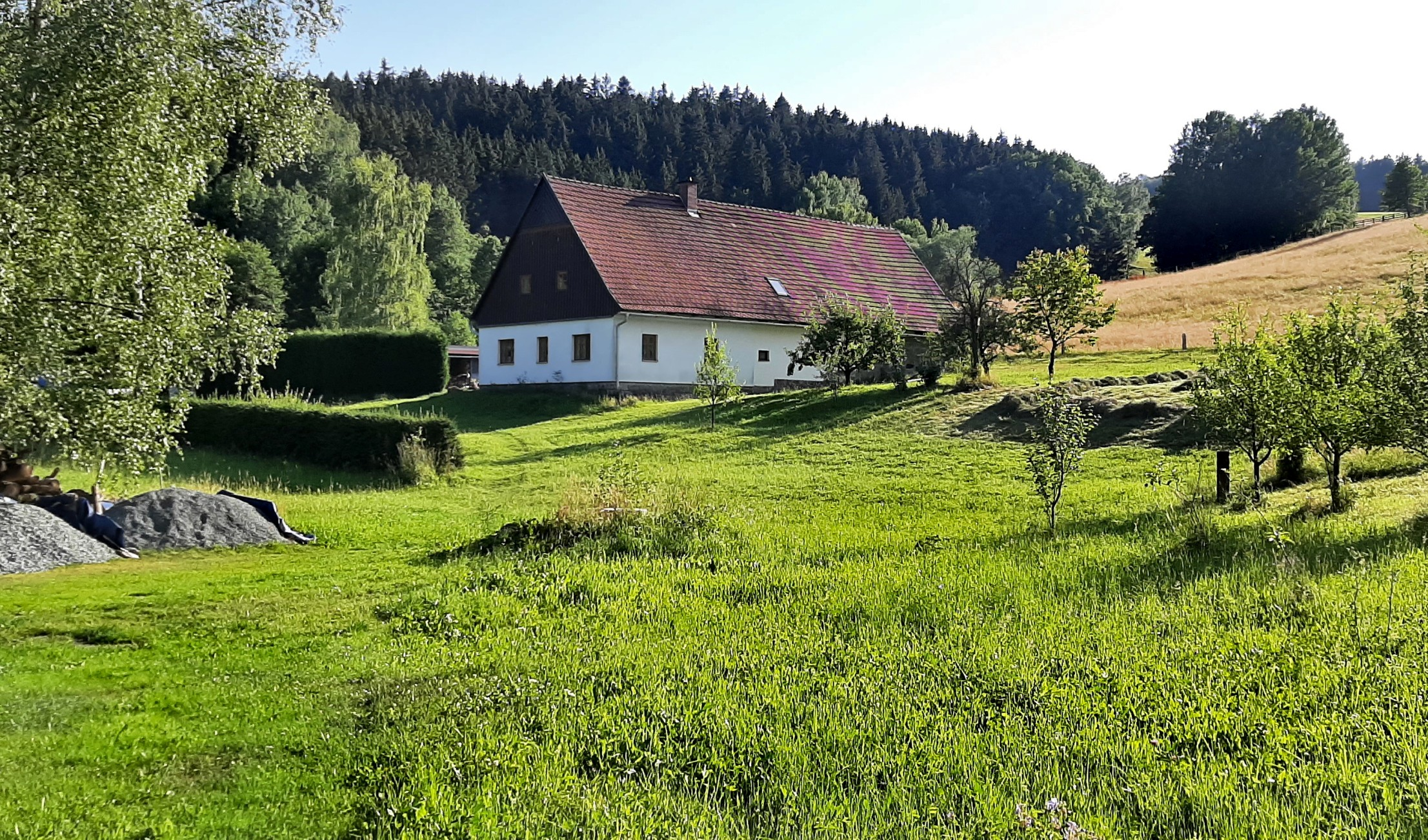
Dům čp. 21
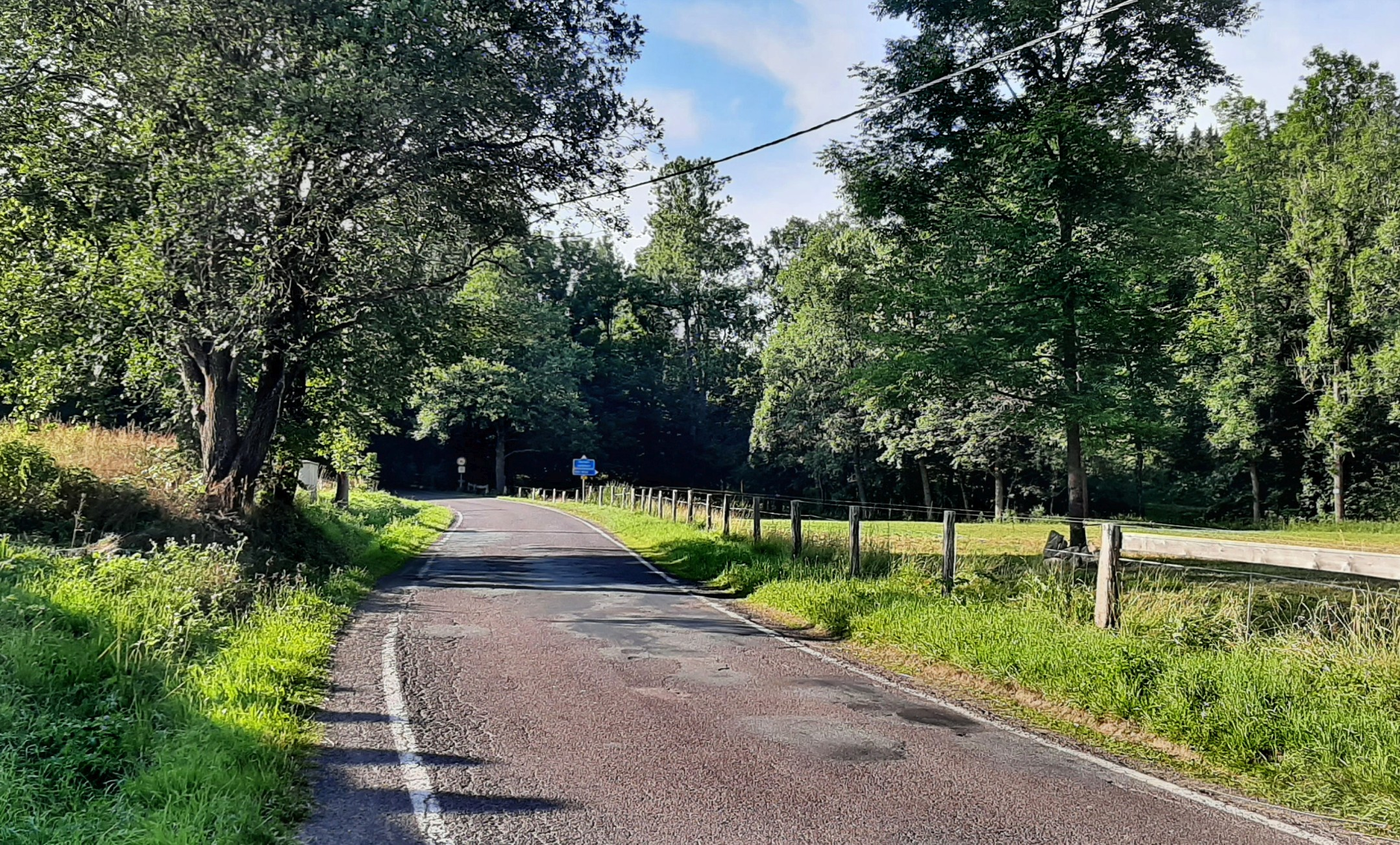
Hlavní silnice
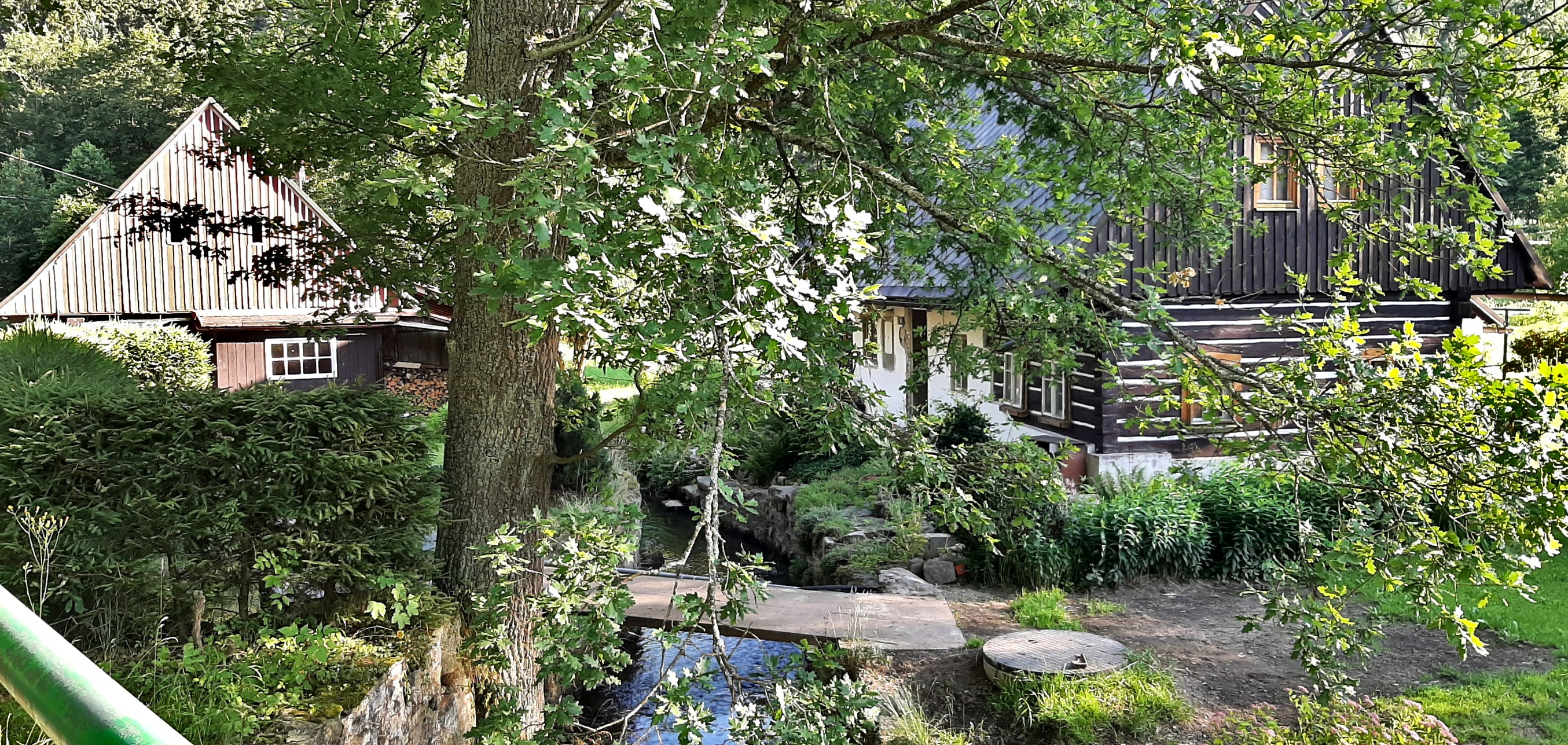
Potok Dřevíč